# Nábia Vilela
Nábia Vilela (Carmo do Rio Claro, 25 de fevereiro de 1979) é uma atriz e cantora brasileira.

## Filmografia

### Televisão
| Ano       | Título                       | Personagem          | Notas       |
| --------- | ---------------------------- | ------------------- | ----------- |
| 2017-2019 | A Vida Secreta dos Casais    | Denise Madureira    | 6 episódios |
| 2016      | Carrossel em Desenho Animado | Natália Ayala (voz) | Dublagem    |
| 2012–2013 | Carrossel                    | Natália Ayala       |             |
| 2010      | Bipolar                      | Sandra Moura        | 4 episódios |
| 2009      | Vende-se um Véu de Noiva     | Maria das Graças    |             |
| 2008      | Revelação                    | Maria dos Ventos    |             |

### Cinema
| Ano  | Título            | Papel        |
| ---- | ----------------- | ------------ |
| 2017 | Médico de Monstro | A Professora |
| 2011 | A Sombra de Sofia |              |
| 2010 | Gogó da Ema       |              |
| 2009 | Jardim Beleléu    |              |

## Teatro
| Ano       | Título                                  | Personagem   |
| --------- | --------------------------------------- | ------------ |
| 1997      | Morte e Vida Severina                   |              |
| 2001      | Gota d'Água                             | [ 12 ]       |
| 2001      | Os Saltimbancos                         |              |
| 2006      | Leonce e Lena                           | [ 13 ]       |
| 2007      | Tieta do Agreste - O Musical            | [ 14 ]       |
| 2011      | Mozart Apaga a Luz                      | Musa         |
| 2011-2012 | Hécuba                                  | Polixena     |
| 2012-2013 | No Coração do Mundo                     | Mahala       |
| 2013      | Cabaret… e o Tal do Mundo não se Acabou | Cortesã      |
| 2017      | Urinal, o musical                       | [ 19 ]       |
| 2019      | Aparecida, um musical                   | Maria Helena |
| 2019      | As Cangaceiras Guerreiras do Sertão     | Cangaceira   |
| 2021      | O Corsário do Rei do Meu Pai            |              |
| 2023      | O Dilema do Médico                      | Emmy         |
| 2024      | Hedda Gabler                            | Cantora      |
| 2024      | Dom Casmurro, o musical                 | Dona Glória  |